# ジュゼッペ・シルレン・ミラネージ
ジュゼッペ・シルレン・ミラネージ（Giuseppe Sirlen Milanesi, 1891年3月26日 - 1950年12月4日）は、イタリアの作曲家。
メッザーナ・コルティ・ボッタローネ（現在のパヴィーア県ブレッサーナ・ボッタローネ）出身。ミラノのヴェルディ音楽院で学び、管弦楽曲、オペレッタ、吹奏楽曲などの作品を作曲した。マンドリン作品も手掛け、マンドリンオーケストラのための作品・マンドリン四重奏曲・マンドリン独奏曲のいずれもコンクールに入選した。

## 作品

### 管弦楽
- シンフォニエッタ
- 森の組曲
- 第一序曲～ある田舎の祭にて

### マンドリンオーケストラ
- 主題と変奏
- 序曲「愉快な仲間」
- 伊達男

### マンドリン四重奏曲
- ト調の四重奏曲
- 春に寄す

### マンドリン独奏曲
- サラバンドとフーガ
- ミヌエット
- 軍隊行進曲